# Viloalle
Viloalle (llamada oficialmente Santa María de Viloalle) es una parroquia española del municipio de Mondoñedo, en la provincia de Lugo, Galicia.

## Límites
Limita al norte con Couboeira; al sur con Nosa Señora dos Remedios de Mondoñedo; al este con Masma y al oeste con Figueiras y Adelán. 

## Organización territorial
La parroquia está formada por seis entidades de población:
- Cabana (A Cabana)
- Casal (O Casal)
- Ferreria (A Ferrería)
- Iglesia (A Igrexa)
- Penamoura (A Pena Moura)
- Vilar (O Vilar)

## Demografía
| Gráfica de evolución demográfica de Viloalle entre 2000 y 2020 |
|                                                                |
| Datos según el nomenclátor publicado por el INE.               |